# 圣伊莱尔-科特
圣伊莱尔-科特（法語：Saint-Hilaire-Cottes，法語發音：[sɛ̃.t‿ilɛʁ kɔt]）是法国上法蘭西大區加来海峡省的一个市镇，属于贝蒂讷区。该市镇于1790-1794年间由圣伊莱尔（Saint-Hilaire）和科特（Cottes）合并而成。

## 地理
圣伊莱尔-科特（50°34'17"N, 2°24'51"E）面积7.24 平方千米，位于法国上法蘭西大區加来海峡省，该省份为法国北部沿海省份，西北濒北海，南至索姆省，东临北部省。
与圣伊莱尔-科特接壤的市镇（或旧市镇、城区）包括：诺朗丰特、欧希欧布瓦、布雷克、莱斯佩斯、利耶尔、雷利。
圣伊莱尔-科特的时区为UTC+01:00、UTC+02:00（夏令时）。

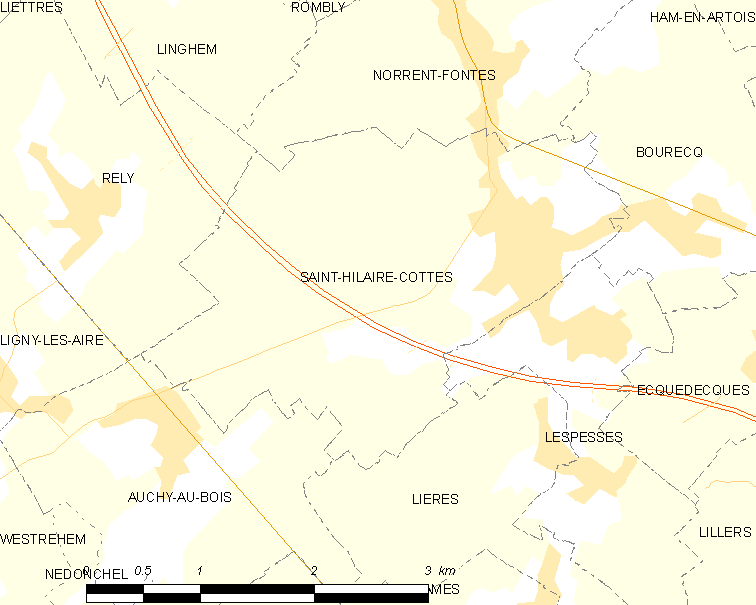
圣伊莱尔-科特的OSM定位图

## 行政
圣伊莱尔-科特的邮政编码为62120，INSEE市镇编码为62750。

## 政治
圣伊莱尔-科特所属的省级选区为利斯河畔艾尔县。

## 人口

1962-2008年间圣伊莱尔-科特人口变化图示

圣伊莱尔-科特于2022年1月1日时的人口数量为823人。